# (22570) Harleyzhang
(22570) Harleyzhang es un asteroide del cinturón principal descubierto por el Lincoln Near-Earth Asteroid Research, LINEAR, el 20 de abril de 1998 desde el observatorio de White Sands en Socorro.
Está nombrado en honor de Harley Huiyu Zhang, finalista del Intel Science Talent Search (STS) en 2006.